# 1565 Lemaître
1565 Lemaître é um asteroide que orbita na orbita de marte e jupiter, principalmente na cintura interna de asteroides, uma região do Sistema Solar compreendida aproximadamente entre as órbitas de Marte e Júpiter. possui um período orbital de 1352,5541294 dias equivalente a 3,70 anos. 
Descoberto em 25 de novembro de 1948 pelo astrónomo Sylvain Arend, no Observatório Real da Bélgica, foi provisoriamente designado 1948 WA.